# Bogen (Tyskland)
 For alternative betydninger, se Bogen. (Se også artikler, som begynder med Bogen)
Bogen er en by Landkreis Straubing-Bogen i Niederbayern i den tyske delstat Bayern..

## Geografi
Bogen ligger lidt nord for Donau, hvor Bogenbach har sit udløb , og ved foden af Bayerischer Wald.
I kommunen ligger ud over Bogen, landsbyerne Bogenberg, Degernbach, Oberalteich, Pfelling og Furth.

## Seværdigheder
- Det store torv fra middlalderen er 400 m langt og 30 m bredt, omgivet af borgerhuse fra det 17. til 19. århundrede.
- Den gotiske, og senere barokisierede sognekirke St. Florian er opført i 1486.
- På Nepomukbroen over Bogenbach er der en statue af den hellige Jan Nepomuk fra 1744.
- Valfartskirken Bogenberg er målet for den ældste Mariavalfart i Bayern, som har fundet sted siden 1104.
- Kloster Oberalteich.

Bogen har siden 1958 med Graf-Aswin-Kaserne været hjemsted for en enhed af Bundeswehr.